# P-26
Pour les articles homonymes, voir P26.

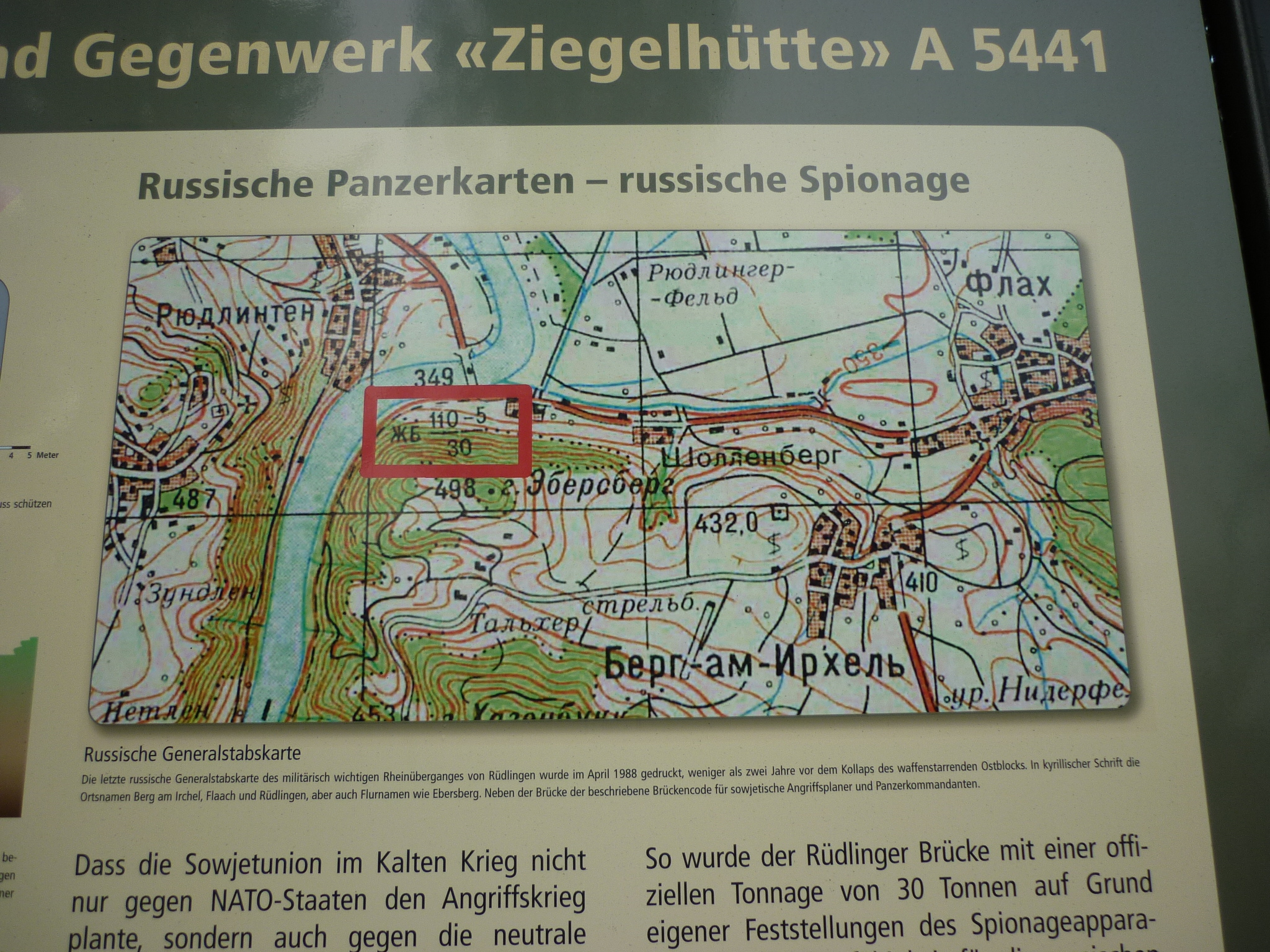
Panneau d'information (en allemand) : carte d'état-major soviétique de 1988 avec les caractéristiques (dans le rectangle rouge) du pont de Rüdlingen en Suisse (matériel : ЖБ [= Железобетон/béton armé] ; longueur du pont : 110 m ; largeur de la chaussée : 5 m ; capacité : 30 tonnes).

La P-26 (Projekt 26 en référence au nombre 426 dans le rapport du Conseil fédéral sur la politique de sécurité du 27 juin 1973) était une organisation secrète suisse créée en 1979 et dissoute en mars 1992 pour la préparation de la résistance suisse dans le cas où le pays aurait été occupé. Active pendant la guerre froide, son rôle était d'organiser une résistance en cas d'invasion par le pacte de Varsovie.
Une étude universitaire publiée en novembre 2009 affirme que la P26 ne faisait pas directement partie du réseau Gladio, mais avait des relations étroites avec le MI6 britannique. Le conseiller national Remo Gysin qualifie les rapports qu'entretenait la P26 avec les services secrets britanniques (MI6) et l'OTAN de « notoires ».
En 2019, les allégations portant sur les membres du réseau P-26 sont battues en brèche, de nombreuses conclusions tirées au début des années 1990 s'avérant ne pas correspondre à la vérité historique. D'après l'historien Titus Meier (de), parler d'armée secrète relève de la « fabulation ».

## Histoire

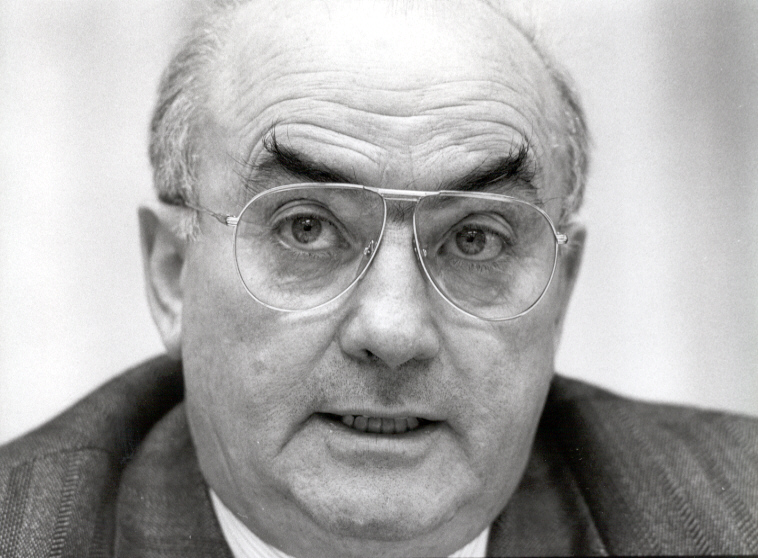
Efrem Catelan, chef du P26

L'organisation armée secrète P26 a été créée en 1979, sans l’aval du Parlement et financée par des fonds publics.
L'existence de la P26 a été révélée dans le cadre du scandale des fiches en Suisse en 1990, lorsqu'une enquête administrative (« rapport Cornu ») a été rendue publique. En 2018, le Conseil fédéral a rendu publique la « version destinée au public » anonymisée du rapport Cornu du 5 août 1991,. La version intégrale du rapport Cornu, déposés aux Archives fédérales, reste classifiée « secret » jusqu’en 2041. Sept classeurs et 20 dossiers accompagnant l'enquête de Pierre Cornu ont cependant disparu, l'enquête en vue de retrouver ces documents demandés par un chercheur a été close sans résultats le 28 avril 2018. 
Le 18 avril 1990, durant les travaux d'investigation sur le scandale des fiches et la P26, Herbert Alboth est assassiné dans son appartement à Liebefeld près de Berne. Cet homme avait dirigé la P26 pendant « quelque temps » et avait écrit au conseiller fédéral Kaspar Villiger le 1er mars 1990, proposant de faire toute la lumière sur les armées secrètes.
Lors des enquêtes, certaines personnes entendues ont refusé de s'exprimer au nom du secret défense, ou pour ne pas évoquer les autres pays imliqués dans les opérations. Selon les responsables du P26, les archives de 1983 à 1986 ont été épurées avant l'enquête.
La P26 a stocké des armes et munitions dans au moins quatre lieux tenus secrets en Suisse : l'un d'eux, révélé au public, était situé à Gstaad dans l'Oberland bernois. Certains membres de son personnel ont suivi des cours de formation auprès du MI6 en Angleterre.
La P26 a été dissoute en mars 1992.
En 2019, une exposition sur le P26 se tient au Musée Sasso San Gottardo, ancien bunker secret de l'armée suisse.

## Effectifs et buts
Lors de sa dissolution, la P-26 comprenait 800 membres dont 300 cadres répartis dans 80 cellules disséminées sur le territoire suisse. L'effectif théorique des cadres aurait dû atteindre 827 personnes.  
En plus des actions de renseignement et de résistance en cas d'invasion, elle devait mettre en œuvre un plan d’évacuation du gouvernement suisse pour l’Irlande. Plusieurs immeubles en Irlande furent achetés dans cette optique. Albert Bachmann participa à la création de cette armée secrète et à l'achat des terrains en Irlande,.

### Structure
Selon le rapport au Conseil fédéral du 5 août 1991, l'organisation avait, en résumé, la structure suivante : 
- un état-major de conduite, dirigé par le chef de l'organisation ;
- un état-major mobile, destiné à prendre le chemin de l'exil en cas de besoin ;
- un service de renseignements (semblable, mutatis mutandis, aux services de renseignements des unités de l'armée) ;
- un service d'information (pour la guerre psychologique et l'information de la population) ;
- un service du génie (pour la résistance armée, notamment les actions de sabotage) ;
- un service des transmissions (pour les liaisons entre, par exemple, l'état-major de conduite et les autres membres de  l'organisation) ;
- un service « 3M » (Menschen, Material, Meldungen) pour le transport de personnes, de matériel et de messages, principalement par voie aérienne.

### Membres connus
- Adalbert Hofmann (alias « Andreas »)
- Albert Bachmann
- Alfred Hebeisen (alias « Numa »)
- Alphons Egli (alias « Blasus »)
- Hans Kopp
- Hans-Rudolf Strasser (alias « Franz »)
- Herbert Alboth
- Jacques-Simon Eggly
- Jakob Schönenberger
- Jean-Philippe Aeschlimann (alias « Guy »)
- Efrem Catelan (alias « Rico »), chef de l'organisation P-26
- Georg Held (alias « Durisch »)
- Jeanne Hersch
- Markus Flückiger (alias « Cyrill »)
- Olivier Reverdin
- Sepp Stappung
- Susanne Günter (alias « Veronika »)[16]
- Susi Noger (alias « Tina »), opératrice radio[17]
- Vreni Spoerry
- Walter Baumann (alias « Enzo »)